# Угандійський мангабей
Угандійський мангабей ( Lophocebus albigena ugandae )  є підвидом сірощоког
о мангабея ( L. albigena ), мавпи Старого Світу, що зустрічається лише в Уганді та в лісовому заповіднику Мінзіро, в Танзанії. 16 лютого 2007 року Колін Гроувс визначив угандійську популяцію чубатого мангабея як новий вид L. ugandae, але в цілому наукове співтовариство вважає його лише підвидом. Цей підвид значно менший за інші підвиди сірощокого мангабея, з коротшим черепом і меншим обличчям. 2018 рік став останнім роком, коли Міжнародний союз охорони природи оцінював природоохоронний статус L. albigena ugandae, описуючи його як вразливий. Актуальний статус популяції невідомий. 

## Таксономія
У 1978 році Колін Гровс визнав три підвиди Lophocebus albigena, а саме L. a. albigena ; Л. а. Джонстоні ; та Л. а. османі. Через три десятиліття, у 2007 році, він підняв ці підвиди до повного видового рангу на філогенетичних підставах, водночас визнаючи, що мангабеї, присутні в Уганді, досить відрізнялися від решти L. albigena, щоб становити окремий вид, який він назвав L. ugandae.  МСОП продовжує вважати їх як підвиди. 

## Опис

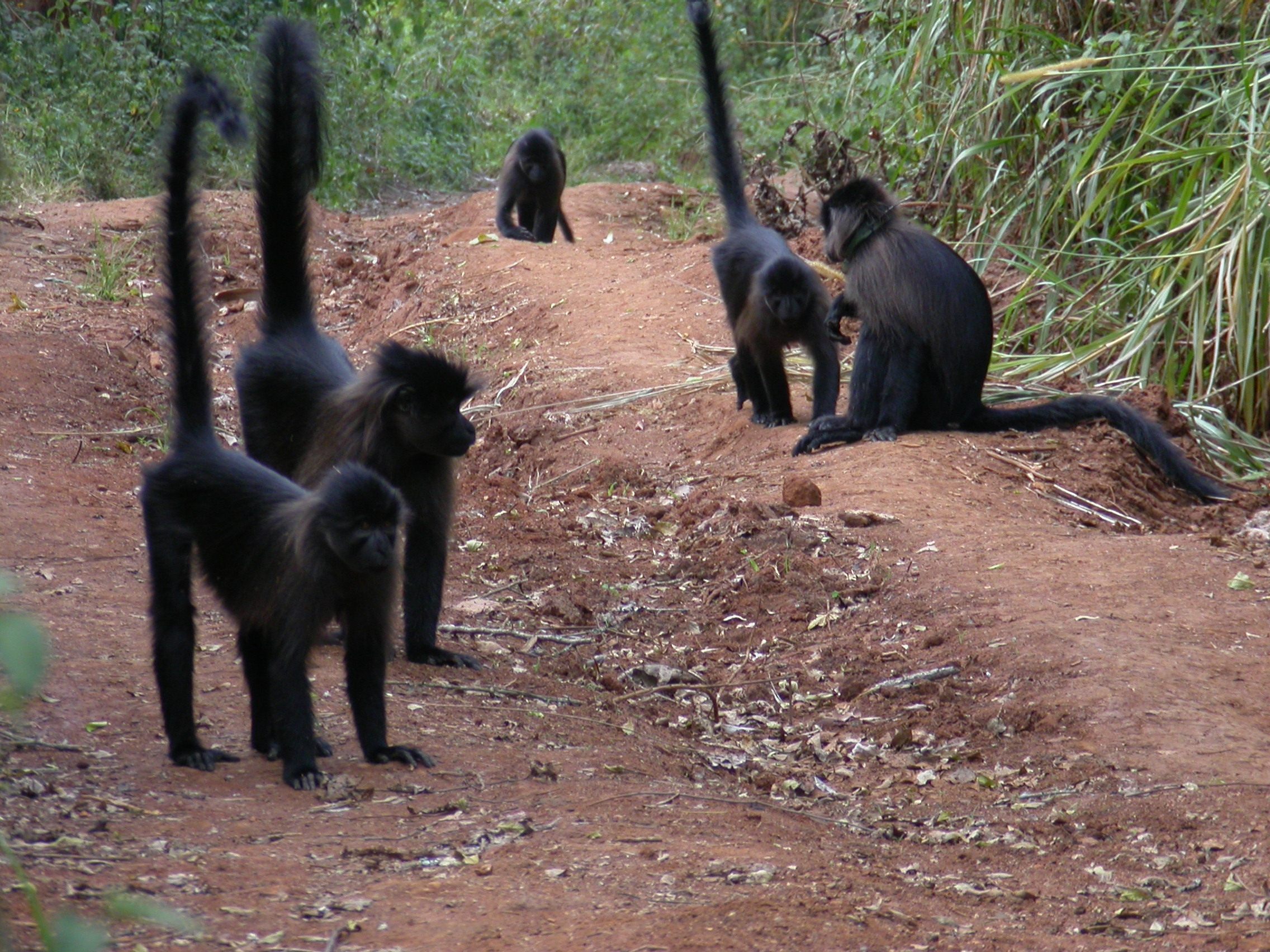
Угандійський мангабей

Угандійський мангабей трохи менший за сірощокого мангабея ( L. albigena ). Він має менш виражений статевий диморфізм і менший череп. Особи зі сходу Уганди мають жовтувато-коричневий колір, а особини із заходу сірувато-коричневий. Грива та груди блідо-шоколадно-коричневі та більше контрастують із кольором тіла, ніж еквівалентні частини мангабея Джонстона ( Lophocebus johnstoni ).

## Поширення і середовище проживання
Угандійський мангабей відомий з лісів на північному та північно-західному берегах озера Вікторія, включаючи ліс Мабіра, де він був вперше описаний, ліс Буджуко, ліс Букаса та околиці затоки Санго. Він також зустрічається поблизу Кібаале, на схід від Альбертинської рифтової долини. Зустрічається як у первинних, так і в вторинних лісах і є деревним видом, який проводить більшу частину часу у верхній частині крони, де добуває плоди та насіння; Улюблені харчові продукти включають плоди мускатного горіха та хлібного дерева, плоди та насіння Erythrophleum spp., плоди фінікової пальми та плоди олійної пальми. 

## Охорона
Одна з найбільших популяцій угандійського мангабея знаходиться в Центральному лісовому заповіднику Мабіра. Цю охоронну територію незаконно вирубують, а її частини перетворюють на плантації. Природозахисники проводять процедуру звикання кількох груп мангабеїв до присутності людей з метою збільшення популярності туризму в цьому районі, як засобу запобігання руйнуванню середовища існування та забезпечення додаткового джерела доходу для місцевої громади.